# آدریان گارسیا
 آدریان گارسیا (انگلیسی: Adrián García؛ زادهٔ ۲۵ مهٔ ۱۹۷۸) یک تنیس‌باز اهل شیلی است.